# Wasserball-Union Magdeburg
Die Wasserball Union Magdeburg e. V. (kurz auch: WUM) ist ein Sportverein aus Magdeburg, der aktuell in der 2. Wasserball-Liga Ost spielt. Die Wettkämpfe finden in der Dynamo-Schwimmhalle statt.

## Geschichte
Der Verein wurde 2007 gegründet und geht aus der Schwimmabteilung des SC Magdeburg hervor. Bis zum Abschluss der Saison 2008/09 spielte die Bundesliga-Mannschaft daher noch als SGW WU Magdeburg/SC Magdeburg, da das Team den Startplatz des SCM einnimmt. Die WUM übernahm aber die Leitung des Bereichs Wasserball bereits vorzeitig. Ab der Saison 2009/10 ging die WU Magdeburg schließlich als eigenständiger Verein in der DWL an den Start. Im Jahr 2013 folgte der Abstieg aus der DWL, seither spielt man in der 2. Liga Ost.
In der Saison 2018/19 konnte man den Meistertitel in der 2. Wasserball Liga Ost erringen.
Neben dem Hauptbereich Wasserball bietet die WUM zudem Kindern Schwimmunterricht an.

## Wasserball in Magdeburg
Wasserball hat in Magdeburg eine große Tradition. Bereits im ersten Jahrzehnt des 20. Jahrhunderts war Magdeburg eine Hochburg des Wasserballs, unter anderem auch durch den „Magdeburg Schwimmclub von 1896“. Der SC Hellas Magdeburg ist mit 8 deutschen Meistertiteln die Mannschaft mit den drittmeisten Meistertiteln in Deutschland. Spätere Erfolge in der DDR durch die SG Dynamo Magdeburg mit 18 Meistertiteln und acht Pokalsiegen, in beiden Fällen Rekordtitelträger, zeigen die Bedeutung der Sportart in der Stadt. Weitere Meisterschaften gewannen der SC Aufbau Magdeburg, BSG Aufbau Börde Magdeburg (je 3) und Börde Magdeburg (1). Der Pokal ging außerdem zweimal an die zweite Mannschaft der SG Dynamo (als Oberliga-Mannschaften nicht am Pokal teilnahmen) sowie einmal an die BSG Aufbau Magdeburg.
1934 fand die Wasserball-Europameisterschaft in Magdeburg statt.